# معبر (نقل)

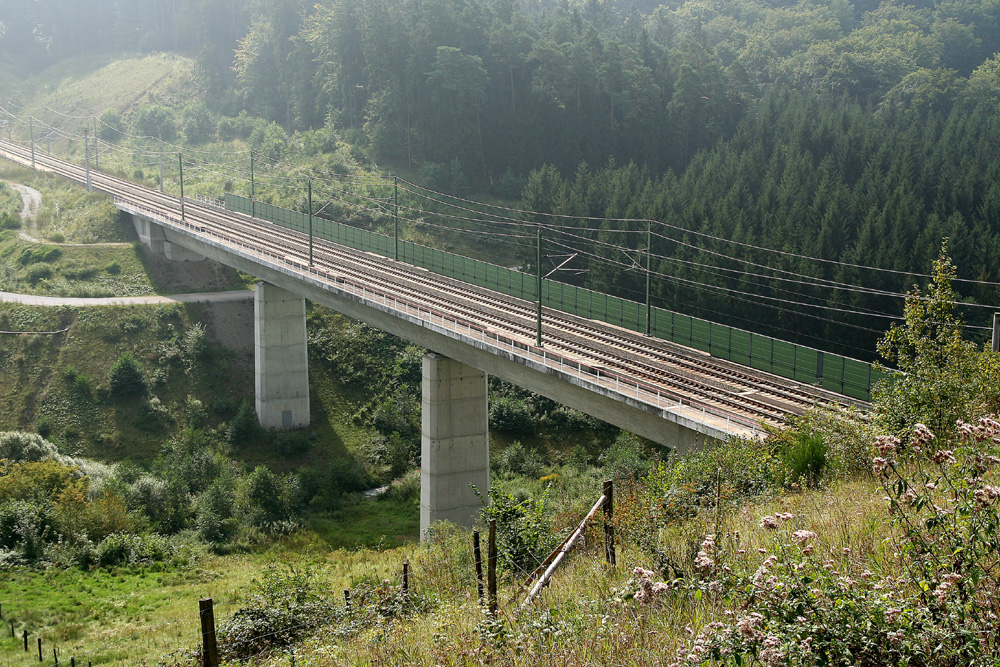
السكك الحديدية كجزء من شبكة المرور

معبر هو طريق أو وسيلة تربط موقعًا ما بأخرى، قد يشير المعبر على الأرض إلى أي شيء من الطريق السريع متعدد الحارات مع تقاطعات على مستويات مختلفة، إلى ممر وعر. المعابر مستخدمةٌ من قِبل مجموعة متنوعة من وسائل المرور والتنقل، مثل السيارات على الطرق والطرق السريعة. على المياه، قد يشير الطريق إلى مضيق أو قناة أو معبر مائي. قد يشير المصطلح أيضًا إلى الحق في الوصول إلى المسار، والذي يختلف عن المسار نفسه. بمعنى آخر، قد يشير المعبر إلى قانون الحق القانوني في استخدام نهج معين.

## المصطلحات مختلفة
يشمل المصطلح على عدة بنى منها:
- الطرق السريعة أو الطرق العامة أو الخاصة أو الطرق العامة الأخرى على الأرض
- الطرق أو المسارات أو النهج على الأرض بين مكانين تم رصفهما أو تحسينهما للسفر
- دروب الفروسية، لاستخدام الفروسية
- مسلك الدراجات، للاستخدام من قبل راكبي الدراجات
- دروب المشاة، للاستخدام فقط من قبل المشاة
- طريق الشاطئ، طريق أخضر على طول حافة البحر، مفتوح لكل من المشاة وراكبي الدراجات
- طريق أخضر، منطقة برية مخصصة لـ "الاستخدام السلبي"
- درب المشي، ومسالك (دروب المشاة)، في الريف
- مسالك المسافات الطويلة، درب ترفيهي بشكل رئيسي عبر المناطق الريفية المستخدمة في الحركلة، التجول بحقائب الظهر، ركوب الدراجات، ركوب الخيل أو التزلج عبر البلاد
- حق الطريق، حق الارتفاق على قطعة أرض
- مسار الجري، وهو ممر يستخدمه المتسابقون
- رصيف المشاة، طريق للناس للسير على طول جانب الطريق
- درب التزلج، درب ثلجي يتم التزلج فيه بواسطة المشاة في أحذية الثلوج
- درب الجر، مسار على طول قناة أو نهر يستخدم لسحب قارب
- التقاطع الدائري، وهي نوع من التقاطعات على طريق دائري يحتوي على حارات مرورية ذات اتجاه واحد يسمح التقاطع بالانعطاف وتغيير الوجهة إلى طرق أخرى.
- مسلك، درب وعر من خلال أكثر المناطق بريةً أو عزلةً
- العديد من أنواع الطرق الأخرى
- على الماء، طريق تتم حركة المرور بشدة عبر مضيق أو قناة.[2]